# Ливи, Джеймс
Джеймс Ливи (англ. James Levey; 10 февраля 1887, Лондон — 12 мая 1955, Торонто) — британский скрипач.

Учился у Фердинанда Уэйст-Хилла, дебютировал на сцене в 15-летнем возрасте. Играл в оркестре Томаса Бичема. В 1917—1927 гг. первая скрипка Лондонского струнного квартета (с перерывом в 1922—1923 гг. из-за тяжёлой болезни). Участник ряда гастрольных поездок, включая концерты в США под патронатом Элизабет Кулидж (1920), и пионерских записей квартетов Бетховена, Гайдна, Моцарта, Шуберта и др. Именно с лидерством «несравненного Джеймса Ливи» связывал расцвет Лондонского квартета критик Ирвинг Колодин. После роспуска квартета перебрался в Канаду и в 1935—1945 гг. был первой скрипкой ведущего камерного ансамбля Торонто — Харт-Хаус-квартета.